# Riddermolen
De Riddermolen is een watermolen in de tot de Oost-Vlaamse gemeente Lede behorende plaats Impe, gelegen aan de Molenstraat 69. Deze watermolen op de Molenbeek van het type bovenslagmolen fungeerde als korenmolen en oliemolen.

## Geschiedenis
Al in 1400 was sprake van een korenmolen. In 1570 was er op de tegenoverliggende oever ook al een oliemolen, waardoor er sprake was van een dubbelmolen.
In 1859 werd bij de oliemolen een stoommachine geïnstalleerd. De olieslagerij bleef tot ongeveer 1920 in werking en werd vervolgens als schuur gebruikt. In 1973 werd de molen met zijn omgeving beschermd als monument en landschap.
De korenmolen was nog in werking tot 1986. Daarna is het bovenslagrad weggeroest.
- Inventaris van het Bouwkundig Erfgoed (Vlaanderen): 9134